# Wilsonville, Oregon
Wilsonville är en stad (city) i Clackamas County, och Washington County, i Oregon. Vid 2010 års folkräkning hade Wilsonville 19 509 invånare.